# Jimmy Eat World
Jimmy Eat World est un groupe de rock alternatif américain, originaire de Mesa, en Arizona. Il se compose du chanteur et guitariste Jim Adkins, du guitariste Tom Linton, du bassiste Rick Burch et du batteur Zach Lind. En octobre 2016, Jimmy Eat World dénombre neuf albums studio.

## Biographie

### Débuts (1993–1994)
Jimmy Eat World est formé en 1993 à Mesa en Arizona. Le chanteur et guitariste Jim Adkins, et le batteur Zach Lind, amis depuis le jardin d'enfants, rejoignent le guitariste Tom Linton et le bassiste Mitch Porter pour s'essayer à la musique. À leurs tout premiers débuts, le groupe imite le style de certains groupes punk rock, et enregistre trois singles et un album éponyme sur le label local Wooden Blue Records. À leur période de formation, les membres du groupe déclarent s'inspirer de groupes pop punk comme Mr. T Experience, Radon, et Horace Pinker.
Le nom Jimmy Eat World n'est pas en référence au chanteur Jim Adkins. Les jeunes frères de Tom Linton, Ed et Jimmy, se battaient constamment enfants. Jimmy qui était plus fort, gagnait toujours. Un jour, Ed fit un dessin de Jimmy avalant le monde entier avec la légende Jimmy eat world. Le dessin et donc le nom du groupe a pu être inspiré par un épisode des Tiny Toons où le personnage principal dessine un cartoon appelé Dizzy Eat World dans lequel il avale la Terre.

### Static Prevails(1995–1997)
Par la suite, inspirés par des groupes comme Fugazi et Sunny Day Real Estate, ils commencent à expérimenter un sous-genre de punk hardcore, l'emocore. Alors qu'ils commençaient à écrire des chansons et se produire parmi la scène indie, ils furent surpris de trouver d'autres groupes comme Christie Front Drive, Sense Field, et Seven Storey Mountain au style similaire. Habituellement un nouveau style musical apparaît localement, comme le grunge à Seattle, mais à cette époque l'emocore renait en se diffusant dans le pays tout entier. Le groupe continue ses tournées et commence à attirer l'attention dans le milieu indie. En 1995, le président du label, et ancien producteur de Nirvana, Gary Gersh, les fait signer chez Capitol Records. C'est à cette époque que le bassiste Mitch Porter quitte le groupe pour être remplacé par l'ami de Tom Linton Rick Burch. Mark Trombino, le batteur de Drive Like Jehu se charge de l'enregistrement de Static Prevails, leur premier album officiel,.
Plutôt que de pousser le groupe dans la machine de promotion des majors, Gersh opte pour une approche plus subtile, leur permettant de se développer parmi la scène indépendante underground. Les années suivantes, le groupe put sortir quelques singles sur des labels indépendants, dont des split EP avec Christie Front Drive (Wooden Blue Records, 1995), Jejune (Big Wheel Recreation, 1997), Blueprint (Abridged Records, 1996), Sense Field, et Mineral. Alors que la plupart des groupes signés chez une major étaient bannis de la scène underground, considérés comme « commerciaux », Jimmy Eat World se trouve dans une position unique où ils avaient le support d'un gros label tout en étant intégrés à la communauté indépendante[réf. nécessaire].

### Clarity(1998–2000)
À la fin de 1998 et au début de 1999, le groupe retourne en studio, toujours aux côtés du producteur Mark Trombino, pour enregistrer leur deuxième album Clarity. Cependant, Gersh est renvoyé de Capitol à la même période. Le groupe délivre l'album complet au label au milieu de l'année, mais se retrouva en défaveur avec les nouveaux patrons, qui attendaient un album adapté au grand public. Pour aider la promotion de l'album déjà enregistré, le groupe négocie avec Capitol pour sortir un EP éponyme sur le label indépedant Fueled by Ramen, dirigé par Less than Jake, d'autres membres du label, incluant deux chansons de Clarity et trois B-Sides. Clarity est également publié sous format vinyle par le label américain Big Wheel Recreation.
Pendant la tournée suivant la sortie de Clarity, le groupe joue devant un public de plus en plus important. Alors qu'ils jouent pour une foule de 50 à 100 personnes, le nombre passe en quelques semaines à 500 ou 1 000, dans des salles de plus en plus grandes comme au Boston's Middle East où leur concert est retransmis en direct sur les radios locales, et au festival South by Southwest à Austin, au Texas. La chanson Lucky Denver Mint extraite de l'album apparait dans la bande originale du film Never Been Kissed. la dernière chanson de l'album, Goodbye Sky Harbor, s'inspire de l'ouvrage A Prayer for Owen Meany de John Irving.

### Bleed American(2001–2003)
Habitué au circuit indépendant et bénéficiant d'un large soutien de la communauté underground, Jimmy Eat World voit ce renvoi comme une opportunité. Le groupe publie une compilation de la plupart de leur singles, simplement intitulé Singles au label Big Wheel Recreation. Le groupe s'investit en parallèle dans de petits jobs, et épargnent autant d'argent que possible afin de financer les enregistrements. Travaillant une troisième fois avec Trombino, qui reportera leurs paiements afin de ne pas étouffer le groupe dans les dettes, ce dernier enregistre un nouvel album. Aidés de la nouvelle société de Gersh, GAS Entertainment, ils cherchent un nouveau label, signant finalement chez DreamWorks. Le nouvel album, Bleed American, est publié en juillet 2001, accompagné d'une édition vinyle publiée par le label Grand Royal, fondé par les Beastie Boys en 1993,.
La chanson-titre, intitulée Salt Sweat Sugar au Royaume-Uni, est le premier single extrait de l'album. Le second single, The Middle devient le meilleur single vendu du groupe en date, atteignant la cinquième place du classement Billboard Hot 100. La vidéo est diffusée en boucle sur MTV, et sur le Total Request Live. L'album est certifié disque de platine par la Recording Industry Association of America (RIAA). À la suite des évènements du 11 septembre 2001, le groupe décide de renommer l'album Jimmy Eat World pour éviter une mauvaise interprétation (Bleed American signifiant littéralement en anglais « saigne américain »).

### Futures(2004–2006)

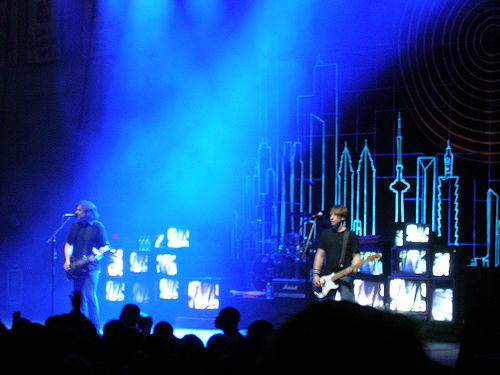
Jimmy Eat World, sur scène le 20 avril 2005.

Après une longue tournée consécutive à la sortie de Bleed American, le groupe se remet au travail pour composer un nouvel album début 2004. Une fois encore, ils retrouvent Mark Trombino, mais la collaboration prend rapidement fin. Le groupe souhaitant s'investir au maximum dans l'écriture de ses chansons, Trombino ne parvient pas à se libérer de ses autres projets. Le groupe décide alors de se séparer de son producteur, le remplaçant par Gil Norton, reconnu pour son travail avec les Pixies et les Foo Fighters. Futures sort en octobre 2004, avec le single Pain immédiatement programmé avec succès sur des radios de rock alternatif. À cette période, Dreamworks est racheté par le plus gros label Interscope Records.
Les mois suivants voient la sortie de Work et Futures en single. Le groupe part en tournée aux États-Unis avec Taking Back Sunday, puis à l'international avec Green Day pendant l'été et l'automne 2005. En septembre 2005, ils sortent l'EP Stay on My Side Tonight, contenant des nouvelles versions de demos enregistrées avec Mark Trombino qui ne sont pas utilisées pour l'album. L'album est finalement certifié disque d'or aux États-Unis par la RIAA.

### Chase This Light(2007)
Après leur tournée avec Green Day, Jimmy Eat World retourne chez eux à Tempe, dans l'Arizona, pour commencer à travailler sur le sixième album, produit par Butch Vig (Nirvana, The Smashing Pumpkins, Sonic Youth). Ce nouvel album intitulé Chase This Light est publié le 16 octobre 2007. Le premier single étant Big Casino.

### Invented(2008–2010)

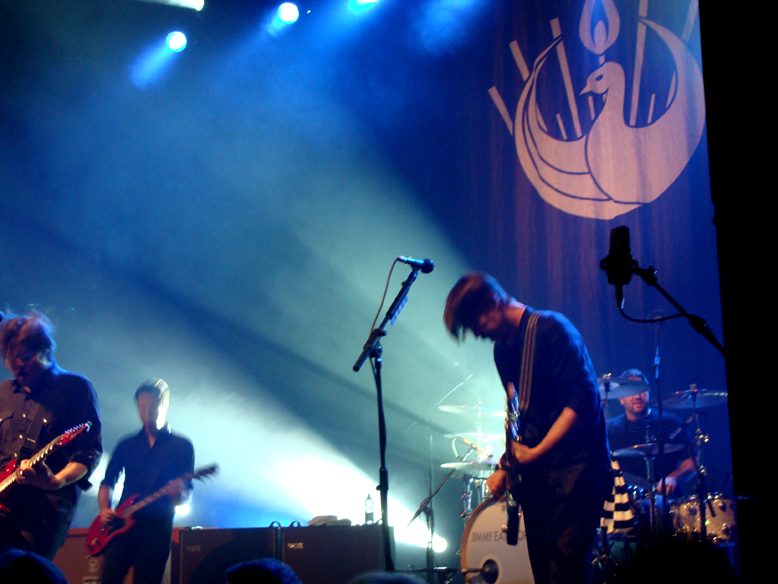
Jimmy Eat World, sur scène à Newcastle, au Royaume-Uni en 2008.

Le 13 juillet 2008, le groupe révèle vouloir commencer à travailler sur son septième album plus tard dans l'année aussi tôt commencé une fois son contrat actuel avec Interscope Records terminé. Jimmy Eat World effectue une tournée de dix dates aux États-Unis, début 2009 à l'occasion du dixième anniversaire de l'album Clarity.
Le 22 mars 2010, le groupe révèle être à l'étape de mixage de leur prochain album. D'après la page Twitter du groupe, ils se remettent avec leur ancien producteur Mark Trombino sur une série de nouvelles chansons. Le groupe affirme également travailler dur sur de nouvelles musiques et prévoient la sortie de leur nouvel album en 2010. Le groupe annonce que pour la première fois depuis Clarity, le prochain album contiendra une chanson dont le chant sera assuré par le chanteur d'origine du groupe à savoir Tom Linton. Le 5 juin, le groupe publie sur Twitter que « le nouvel album est pratiquement terminé, à un peu de choses près. Nous ne pouvons attendre de sortir ces nouvelles chansons en dehors du nid. » Le 7 juin 2010, tard dans la soirée, Jimmy Eat World publie sur Twitter « Notre nouvel album est officiellement terminé. Maintenant nous attendons une date de sortie. Nous vous tiendrons au courant. » Le premier single issu de ce nouvel album, intitulé My Best Theory, est publié le 10 août sur Internet.

### Damage,Integrity BluesetSurviving(depuis 2011)
Entre l'automne et l'hiver 2011, Adkins annonce l'écriture d'un nouvel album. Lind annonce le début de l'écriture en août 2012. Le 5 octobre 2012, Jimmy Eat World annonce le mixage actuel de l'album et programme le mastering à la fin de 2012.
Le huitième album du groupe, intitulé Damage, est publié en avril 2013. L'EP est publié le 20 avril 2013 sur Record Store Day.
En mi-2014, le groupe annonce une tournée Futures 10 Year Anniversary Tour. Des rééditions en vinyle des albums Futures, Static Prevails and Clarity sont publiées avant le début de la tournée, à Ventura (Californie).
Le 18 août 2016, la page Facebook du groupe diffuse une vidéo de musique instrumentale de 14 secondes, avec les mots "Restez à l'écoute ...", faisant allusion à la sortie prochaine du neuvième album du groupe. Et le 21 août 2016, le groupe publie une nouvelle chanson intitulée "Get Right", disponible en téléchargement gratuit sur leur site officiel. 
Le 30 août 2016, le groupe annonce un nouvel album, Integrity Blues, qui a été publié le 21 octobre, le groupe prévoyant une tournée en 2018 dans le cadre du "Integrity Blues Tour" avec le soutien de The Hotelier et Microwave.
Le 4 mai 2018, le groupe sort "Love Never / half heart", avec deux nouvelles chansons. 
Le 14 février 2019, Jimmy Eat World a joué un spectacle surprise au Rebel Lounge à Phoenix, AZ pour célébrer le 25e anniversaire de leur premier spectacle. 
Le 17 mai 2019, Jimmy Eat World annonce la fin de l'enregistrement de son dixième album studio, dont la sortie est prévue à l'automne. 
Le 25 juin 2019, le New York Times Magazine a cité Jimmy Eat World parmi des centaines d'artistes dont le matériel aurait été détruit lors de l'incendie des studios d'Universal en 2008.
Le 18 septembre 2019, le magazine Kerrang! interview Jimmy Eat World à propos de leur nouvel album, Surviving , dont la sortie est prévue pour le 18 octobre. Il comprend dix titres, dont "Congratulations", "Surviving" et "Criminal Energy", ainsi que le single précédemment sorti "Love Never". 

## Membres

### Membres actuels
- Jim Adkins - chant, guitare, clavier (depuis 1993)
- Tom Linton - guitare, chant (depuis 1993)
- Zach Lind - batterie (depuis 1993)
- Rick Burch - basse (depuis 1995)

### Ancien membre
- Mitch Porter - basse (1993–1995)

## Discographie

### Albums studio
- 1994 : Jimmy Eat World
- 1996 : Static Prevails
- 1999 : Clarity
- 2001 : Bleed American (réintitulé Jimmy Eat World après les attentats du 11 septembre 2001)
- 2004 : Futures
- 2007 : Chase This Light
- 2010 : Invented
- 2013 : Damage
- 2016 : Integrity Blues
- 2019 : Surviving

### EP
- 1994 : One, Two, Three, Four
- 1998 : Jimmy Eat World
- 2001 : Last Christmas EP
- 2002 : Good To Go
- 2004 : Firestarter
- 2005 : Stay on My Side Tonight

### Splits
- Christie Front Drive/Jimmy Eat World Split 7" (1995)
- Emery/Jimmy Eat World Split 7" (1995)
- Blueprint/Jimmy Eat World Split 7"
- Less than Jake/Jimmy Eat World Split cassette (1996)
- Jimmy Eat World/Sense Field/Mineral Split 7"
- Jejune/Jimmy Eat World Split 7"
- Jebediah/Jimmy Eat World Split 7" (2000)
- Taking Back Sunday/Jimmy Eat World Split 7" (2004)

### Autres
- 1993 demo tape (1993)
- Singles (2000)
- Believe in What You Want DVD (2004)

### Singles
- Lucky Denver Mint (1999)
- Bleed American (2001)
- The Middle (2002)
- Sweetness (2002)
- A Praise Chorus (2003)
- Pain (2004)
- Work (2005)
- Futures (2005)
- Big Casino (2007)
- Always Be (2007)
- My Best Theory (2010)
- Get Right (2016)
- All the Way (2019)
- Love Never (2019)
- 555 (2019)
- Criminal Energy (2020)